# ニューカレドニアクイナ
ニューカレドニアクイナ(Gallirallus lafresnayanus) は、鳥綱ツル目クイナ科ヤンバルクイナ属に分類される鳥類。

## 分布
ニューカレドニア島

## 形態
全長45 - 48センチメートル。体長約44cm。頭頂は暗灰色、頸部は褐色。眼上部には眉状に淡褐色の筋模様（眉斑）が入る。眼先は暗褐色、頬や喉は淡灰色。耳穴は褐色の羽毛（耳羽）で被われる。背は灰褐色で、体の下面は褐色がかった暗灰色。体側面や尾羽基部の下面を被う羽毛（下尾筒）はチョコレート褐色。嘴は黄色がかった褐色である。

## 生態
湿潤林に生息していた。飛翔力はない。夜行性だったとされるが、薄明薄暮時や昼間にも活動していた可能性がある。
ミミズなどの無脊椎動物や昆虫類を捕食する。

## 人間との関係
人為的に移入されたネコやネズミ、ブタによる捕食などにより生息数が減少したと考えられている。野生で最後に観察されたのは1890年で既に絶滅したと考えられているが、1960年代と80年代に不確実な報告例がある。